# Télesphore Fournier

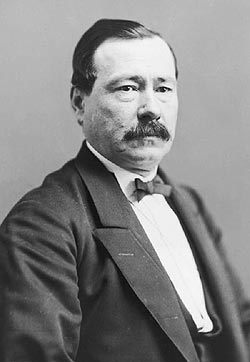
Télesphore Fournier (Dezember 1873)

Télesphore Fournier, PC (* 5. August 1823 in Saint-François-de-la-Rivière-du-Sud, Niederkanada, heute: Québec; † 10. Mai 1896) war ein kanadischer Politiker der Liberalen Partei und Jurist, der zwischen 1874 und 1875 Justizminister und Generalstaatsanwalt sowie von 1875 bis 1895 zwanzig Jahre lang Richter am Obersten Gerichtshof von Kanada war.

## Leben
Fournier, Sohn von Guillaume Fournier and Marie-Archange Morin, begann nach dem Besuch des Séminaire de Nicolet 1842 ein damals übliches Studium der Rechtswissenschaften in der Anwaltskanzlei von René-Édouard Caron, der sowohl Bürgermeister der Stadt Québec als auch Vizegouverneur der Provinz Québec war. Nach seiner anwaltlichen Zulassung nahm er 1846 eine Tätigkeit als Rechtsanwalt in Québec auf und wurde später selbst Präsident der Anwaltskammer der Provinz Québec. 1855 gehörte er zu den Mitgründern und Eigentümern der Tageszeitung Le National de Québec.
Fournier begann seine politische Laufbahn, als er für die Liberalen Partei am 15. August 1870 in einer Nachwahl im Wahlkreis Bellechasse zum Mitglied des Unterhauses von Kanada gewählt wurde. Er gehörte diesem mit kurzen Unterbrechungen bis zum 8. Oktober 1875 an. Zugleich war er aufgrund der damals noch bestehenden Bestimmungen von Juli 1873 bis zum 19. November 1873 auch Mitglied der Nationalversammlung von Québec und vertrat in dieser den Wahlkreis Montmagny. 
Am 7. November 1873 wurde Fournier von Premierminister Alexander Mackenzie als Minister für Inlandssteuern in das 2. Kanadische Kabinett berufen und übte dieses Amt bis zum 7. Juli 1874. Während seiner Parlamentszugehörigkeit fungierte er zudem von März bis Mai 1874 sowie erneut zwischen Februar und April 1875 als Vorsitzender des Ständigen Ausschusses für Eisenbahnen, Kanäle und Telegrafenlinien und zugleich als Vorsitzender des Ständigen Ausschusses für auslaufende Gesetze. Nach einer Kabinettsumbildung fungierte er zwischen dem 8. Juli 1874 und dem 18. Mai 1875 als Justizminister und Generalstaatsanwalt. Während seiner Amtszeit als Justizminister kam es am 8. April 1875 im Unterhaus zur Verabschiedung des Gesetzes zur Einrichtung des Obersten Gerichtshofes. Nach einer weiteren Regierungsumbildung bekleidete er vom 19. Mai 1875 bis zu seinem Rücktritt am 7. Oktober 1875 das Amt des Postministers.
Kurz zuvor erfolgte am 30. September 1875 Fourniers Berufung zum Richter am Obersten Gerichtshof von Kanada durch Premierminister Alexander Mackenzie. Dem Obersten Gerichtshof gehörte Patterson bis zu seinem Rücktritt am 10. Mai 1896 an.